# 1665 au théâtre
| Années du théâtre : 1662 - 1663 - 1664 - 1665 - 1666 - 1667 - 1668    |
| Décennies du théâtre : 1630 - 1640 - 1650 - 1660 - 1670 - 1680 - 1690 |

## Événements
- 15 août : la troupe de Molière devient Troupe du Roy.
- Ouverture à Amsterdam du nouveau théâtre de Van Campen, agrandi et rénové[1].

## Pièces de théâtre publiées
- Amorous Orontus, or Love in Fashion, 1665, Londres, G.M. for J. Playfere (traduction de la comédie L'Amour à la mode de Thomas Corneille).

## Pièces de théâtre représentées
- 15 février : Dom Juan ou le Festin de pierre, comédie de Molière, à Paris, Théâtre du Palais-Royal. La pièce ne connaît que quinze représentations.
- 3 avril : Mustapha, The Son Of Solyman The Magnificent, tragédie de Robert Boyle, à Londres, au Lincoln's Inn Fields Theatre, par la Duke's Company.
- 25 avril : Le Favori, tragi-comédie de Marie-Catherine de Villedieu, créée par la troupe de Monsieur à Paris, Théâtre du Palais-Royal.
- printemps : The Indian Emperour, or the Conquest of Mexico by the Spaniards, being the Sequel of The Indian Queen, drame héroïque de John Dryden, à Londres, au théâtre de Drury Lane par la King's Company.
- 14 septembre : L'Amour médecin, comédie-ballet de Molière, au château de Versailles.
- 22 septembre : L'Amour médecin, comédie-ballet de Molière, à Paris, Théâtre du Palais-Royal.
- 4 décembre : la troupe de Molière monte Alexandre le Grand de Racine au Théâtre du Palais-Royal à Paris, avec un vif succès et fait salle comble[2]. Mais à partir du 14 décembre, la pièce est jouéée en parallèle par les comédiens de l'Hôtel de Bourgogne : la question est débattue de savoir si c'est à l'initiative de Racine ou du roi Louis XIV. L'affaire d'Alexandre aboutit à la brouille définitive de Molière et de Racine[3].

## Naissances
- 18 mars : Charles-Claude Botot, dit Dangeville, acteur français, mort le 18 janvier 1743.
- 9 juin : Louise Pitel, dite Mademoiselle Beaubourg, actrice française, sociétaire de la Comédie-Française en 1685, morte le 6 juin 1740 à Paris.
- Date précise non connue :
  - Caterina Biancolelli, actrice italienne, morte le 22 février 1716 ;
- vers 1665 : 
  - Madame Ulrich, autrice de théâtre et éditrice française, morte après 1707.

## Décès
- juillet : Jean Puget de La Serre, écrivain et dramaturge français, né le 15 novembre 1594.
- octobre : André Boyron, dit André baron ou Baron père, acteur français, mort en 1601.